# تحصیل عیسی‌خیل
تحصیل عیسی‌خیل (به انگلیسی: Isakhel Tehsil) یک تحصیل در پاکستان است که در پنجاب واقع شده‌است.